# De l'inconvénient d'être né
 (janvier 2023).
- Si vous ne connaissez pas le sujet, laissez ce bandeau (vous pouvez alors contacter les auteurs).
- Si vous supprimez le contenu mis en cause (vous pouvez préalablement contacter les auteurs),

argumentez précisément cette suppression dans la page de discussion
(un manque de référence n'est pas un argument ; une recherche réelle de référence doit avoir été effectuée, être formellement documentée).
De l'inconvénient d'être né est un ouvrage publié en 1973 par le philosophe roumain Emil Cioran, qui, sous forme d'aphorismes fragmentés, livre des opinions concernant l’absurdité de la condition humaine mais aussi des prises de position sur des sujets variés.

## Présentation
L’ouvrage porte sur ce qui serait si l’on était resté à l'état de non-être. Sa première maxime est une mise en relief du temps et de la vie : 
« Trois heures du matin. Je perçois cette seconde, et puis cette autre, je fais le bilan de chaque minute.
Pourquoi tout cela ? - Parce que je suis né.
C'est d'un type spécial de veilles que dérive la mise en cause de la naissance »
Cioran pratique la désillusion et cultive dans cet ouvrage un goût du paradoxe et de l'autodérision. Sa pensée se fonde sur l’ironie et l’anéantissement des idées de progrès et de bonheur. Les plaintes de cet ouvrage bien que vaines, nous donnent une vision assez juste de la nature humaine, sur ce qui serait si on n'était pas. Ainsi selon Cioran : « nous ne courons pas vers la mort, nous fuyons la catastrophe de la naissance ». Nous nous démenons, rescapés qui essayons de l’oublier. La peur de la mort n’est que la projection dans l’avenir d’une peur qui remonte à nos premiers instants. Le paradis serait alors un état prénatal sans incarnation.
Sa pensée dans ce livre est que l'homme a tout perdu en naissant et perdra tout en mourant. Il voit la condition antérieure à la naissance comme la liberté, le bonheur et l'espace : 
« J'aimerais être libre, éperdument libre. Libre comme un mort-né. »